# Łowcy z Diuny
Łowcy z Diuny – powieść fantastycznonaukowa z 2006 roku osadzona w Uniwersum Diuny, napisana przez Briana Herberta i Kevina J. Andersona. Akcja książki toczy się 3 lata po wydarzeniach opisanych przez Franka Herberta w powieści Kapitularz Diuną - ostatniej części oryginalnych Kronik Diuny. 

## Fabuła
Duncan Idaho przebywa na statku poza-przestrzennym Itaka. Wraz z Szieną i innymi Bene Gesserit uciekł z Kapitularza przed rządami Murbelli, która po połączeniu obu zakonów kobiecych ogłosiła się Matką Dowodzącą. Statek nie jest jednak bezpieczny, gdyż Duncan odkrywa nieznanego, zewnętrznego wroga.

Swoim dostrojonym umysłem wyczuwał zacieśniającą się wokół nich pętlę. Obserwatorzy zewnętrznego wroga, w niewinnych przebraniach starca i staruszki, mieli sieć, którą mogli zarzucić z dużej odległości na statek pozaprzestrzenny. Widział, jak błyszcząca, wielobarwna sieć zaczyna się zaciągać, a dziwaczna para staruszków uśmiecha się zwycięsko. Myśleli, że mają już w garści i jego, i statek.

Obecny na statku ostatni mistrz Tleilaxan, Scytaele, postanawia ujawnić swoją tajemnicę - przechowywane tkanki historycznych postaci. Dzięki temu przy pomocy kadzi aksolotlowych udaje się utworzyć ghole Paula Atrydy, Chani, Jessiki oraz innych osób żyjących 5000 lat wcześniej.
Tymczasem na kapitularzu matka dowodząca Murbella próbuje przekonać do współpracy Bene Gesserit oraz Dostojne Matrony. Oba zgromadzenia są sobie nieufne i odmawiają współpracy. Na innych planetach powstają odłamy Dostojnych Matron pod przewodnictwem samozwańczej Najwyższej Matrony Hellici. Zarówno Murbella jak i Hellica negocjują z Gildią Kosmiczną możliwość zniszczenia swoich przeciwniczek.